# Francesco Musso
Francesco Musso (ur. 22 sierpnia 1937 w Port-Saint-Louis-du-Rhône we Francji) – włoski bokser kategorii piórkowej, mistrz olimpijski letnich igrzysk olimpijskich z Rzymu w kategorii piórkowej.